# Shinsuke Yamanaka
Shinsuke Yamanaka (山中 慎介 Yamanaka Shinsuke?,  n. Konan, Shiga, 11 de octubre de 1982) es un boxeador japonés. Conquistó el título mundial de peso gallo del mundo Consejo Mundial de Boxeo.

## Trayectoria
Nacido en la ciudad de Konan, en la prefectura de Shiga, Japón. Aprendió béisbol hasta la escuela secundaria inferior, y comenzó a boxear en el segundo año de la escuela secundaria inferior. Él era originalmente un boxeador ortodoxo, pero se convirtió en un zurdo convertido en la escuela secundaria superior bajo la dirección de Maekawa Takemoto quien se desempeñó como entrenador en los Juegos Olímpicos de Atlanta 1996 y murió en 2010 a los cincuenta años de edad. Fue capitán del club de boxeo en la Universidad Senshu, y tuvo un récord amateur de 34–13 (KOs) que incluyó un campeonato de Competición Atlética Nacional del pueblo japonés.
Inició su carrera profesional con victoria por decisión unánime con tarjetas de 60–52, 60–53 y 60–54 en peso gallo en el Korakuen Hall el 7 de enero de 2006. Peleó la final del torneo de clase A de Japón y triunfó por decisión mayoritaria en octubre de 2007. El 20 de junio de 2010, derrotó a Mikio Yasuda por nocaut técnico en el séptimo asalto en Osaka para lograr el título japonés de peso gallo. Venció al mexicano José Silveira por nocaut técnico en el noveno asalto en el Ryōgoku Kokugikan en octubre de este año. En la primera defensa de su título contra Ryosuke Iwasa, ganó por nocaut técnico en el décimo asalto en el Korakuen Hall el 5 de marzo de 2011.
El 6 de noviembre de 2011, en la pelea por el campeonato mundial de peso gallo de la CMB que dejó vacante Nonito Donaire, en el Yoyogi Gymnasium de Tokio, Yamanaka se coronó nuevo campeón mundial al derrotar a Christian "Italiano" Esquivel (que fue el campeón Mundial Plata del CMB, Fecombox del CMB, Continental de las Américas del CMB y Intercontinental Juvenil del CMB en el peso gallo) por nocaut técnico en el undécimo asalto. Está invicto y consiguió nueve victorias consecutivas por nocaut desde enero de 2009. Es gestionado por Teiken Boxing Gym de Tokio. De acuerdo con de su entrenador Shin Yamato, su zurdazo es tan afilado como una katana, y lo apodaron God Left (el zurdo de Dios), para competir con Toshiaki Nishioka quién tiene el apodo de Monster Left (el zurdo monstruoso).
De acuerdo con el promotor de Vic Darchinyan, Gary Shaw, se cerró un acuerdo con Akihiko Honda de Teiken Promotions el 13 de enero de 2012 por lo que Yamanaka enfrentó a Darchinyan en su primera defensa en el Foro Internacional de Tokio el 6 de abril. Yamanaka ganó la pelea por decisión unánime con tarjetas de 117–111, 116–112 y 116–112.
Yamanaka retuvo su título con un nocaut en el séptimo asalto sobre Tomás Rojas en Sendai el 3 de noviembre de 2012.